# Банщиков, Игорь Владимирович
Игорь Владимирович Банщиков (17 июля 1974 — 22 марта 2005) — российский футболист, защитник, игрок в мини-футбол.
Воспитанник ДЮСШ Емельяново и ДЮСШ-2 Красноярск. Бо́льшую часть футбольной карьеры провёл в команде «Металлург» Красноярск (1992—2000, 2003). В первом (1992—1993, 1996, 1999—2000) и втором (1994—1995, 1997—1998, 2003) дивизионах провёл 251 игру, забил пять мячей. Был капитаном команды. В 2001 году провёл 11 матчей во втором дивизионе за «Динамо-Машиностроитель» Киров. В 2004 году играл в первенстве КФК за «Атом» Железногорск.
Выступал за мини-футбольный клуб «Заря» Емельяново в сезонах 1992/93 и 2001/02. В чемпионате 1992/93 в пяти матчах забил два гола.
Работал детским тренером.
Скончался в 2005 году в возрасте 30 лет.